# 挺進地牢
《挺進地牢》（英语：Exit the Gungeon）是一款彈幕射擊roguelike電子遊戲，由Dodge Roll開發，Devolver Digital發行。該遊戲於2016年4月5日在Microsoft Windows、OS X、Linux和PlayStation 4全球同步發行，2017年4月5日在Xbox One上發布，2017年12月14日的任天堂Switch上發布。
玩家可在四名冒險家中選擇一位，控制他進入地下城內闖蕩，此地下城以槍枝為主題，他們的目標是找到一把槍來殺死他們的「過去」。遊戲系統會隨機產生關卡內容，冒險家可以在地下城中與敵人交戰、取得寶箱、與商店交易，藉此獲得新的槍。
其後續作品《逃出地牢》並非採用地下城模式，而是一款平台遊戲，不過兩款遊戲有類似的機制。該遊戲在2019年10月於iOS發布，2020年5月17日在PC和家用主機上發布。

## 遊戲機制
《挺進地牢》是一款快節奏彈幕射擊遊戲，帶有roguelike要素，因此常被與《以撒的結合》、《廢土之王》。玩家可以從四位可操控角色中選擇一位，此四人分別為海軍陸戰隊隊員、罪刑已被定讞的犯人、飛行員和獵人（隨著遊戲進展而逐漸解鎖），這四人各自有不同的特殊技能，譬如呼叫援軍或撬開寶箱的鎖。在合作模式中，第二名玩家可以加入遊戲並控制第五名角色「崇拜者」（Cultist）。當玩家進入地下城時，玩家必須穿梭多個隨機產生的房間，不斷向下一個樓層挺進，房間數量、內裝和配置都是隨機的，每個房間會有一組敵人，其攻擊力、體力和攻擊方式各異，攻擊範圍可能是簡單的直線射擊，也可能射出軌道複雜的子彈，玩家可以四處走避、使用「翻滾」來迴避攻擊，此閃躲技能的靈感來自於《靈魂》系列電子遊戲，而且閃躲期間處於無敵狀態，另外玩家也可以翻桌，用桌面來擋下子彈，不過如果被射擊過許多次，桌面也會毀壞。玩家還有一項技能是「空包彈」（blanks），此技能在同一樓層內的使用次數有限，使用此技能後可令所有敵方子彈消失，同時造成所有敵人10點傷害，某些道具可以增加空包彈的效果。為了擊倒敵人，玩家需要使用各種不同的槍枝，取得槍枝的方式包括開啟寶箱、擊倒頭目、從商店中購買，遊戲中的槍枝和物品種類合計超過三百種，組合運用時更有強大的效果，此類效果稱為「協同效果」（Synergies），是在《Advanced Gungeons & Draguns Update》版本時更新的。在每個樓層的盡頭，玩家將面對該樓層的頭目，擊敗頭目後，玩家可獲得槍枝、道具、金錢，以此解鎖下一個樓層。
隨著玩家逐步通關，他們可以從地牢中解救一些NPC，這些NPC獲救後會回到地表，當玩家開始新的遊戲前，可以使用從頭目戰中取得的金錢來永久解鎖特殊道具，而這些道具被解鎖後就有可能會出現在地牢內，留待玩家發現。在遊戲的《永別了，武器》更新中，新增一款遊戲模式，此模式中的每一關卡必定有一個彩虹色寶箱，玩家可以從該箱子裡選擇一把槍，但不會再提供其他新的槍供玩家使用。此模式的靈感來自玩家社群中自行調節遊戲難度時的遊戲方式。

## 劇情
遊戲背景發生在一顆遙遠的星球「Gunymede」上的地下城「Gungeon」之中，這裡居住著各種與子彈和槍械有關的怪異生物，在過去的某個時間點，巨大子彈從天而降，摧毀了一幢堡壘，其產生的魔力創造出一把傳奇武器「抹煞過去之槍」。這座堡壘經過重建後，對槍枝的保護措施全面升級，銀河系中許多被稱為「Gungeoneers」的冒險家紛湧而至，期望找到該槍並改變自己的過去。玩家可扮演不同的角色，每位的背景故事各異，但共同的目標是進入地牢中找到那把傳奇的槍。

## 開發
《挺進地牢》的開發工作始於2014年，當年有四位在Mythic Entertainment的員工自在該公司宣布關閉前，自該公司離職並著手開發自己的遊戲。依照開發者Dave Crooks的說法，他當時在聽Vlambeer的遊戲《Gun Godz》的配樂，隔日便迸出了靈感，想到「gungeon」這個詞，是「gun」（槍枝）和「dungeon」（地牢）組成的新詞。接著Crooks向團隊成員提出了《Enter the Gungeon》這個名稱，然後在一次午餐會中提出各種遊戲概念，並花了幾個星期的時間製作遊戲機制的雛型。儘管Crooks表示《以撒的結合》影響這款遊戲最深，但這款遊戲也受到《廢土之王》、《洞穴冒險》、《黑暗靈魂》和《潛龍諜影》的影響頗多。
遊戲中的房間以隨機方式產生，不過各個房間的內部配置是由程式設計師逐一設計的，在分別進行遊戲測試後，再以隨機的方式將房間連結到地下城內。槍枝的設計時程耗費兩年，其中出力最多者是團隊中的美術設計Joe Harty。有部分槍枝的靈感來源是其他的電子遊戲，包括NES Zapper、《洛克人》系列、《銀河戰士》系列、《影武者》系列、《重裝武力》等遊戲裡出現的槍枝。關卡頭目是由Crooks和Harty合力構思，並將這些想法交給遊戲的程式設計師David Rubel，讓他設計出與這些想法相匹配的彈幕模式。
「Dodge Roll」這個以翻滾來閃躲子彈的技能的靈感，來自於試圖包括出類似技能的遊戲《斑鳩》，該技能可以使玩家輕鬆閃避大量子彈，而此技能也借鑑了《黑暗靈魂》系列中角色的閃躲方式。因為製作團隊實在太喜歡這項技能了，因此就以「Dodge Roll」當成工作室的名稱。同樣的，遊戲中也有許多可互動場景，例如透過翻桌來阻擋子彈，或降下枝形吊燈來打擊下方的敵人，這些因素都鼓勵玩家利用環境製造自己在對戰上的優勢。遊戲中原本有設計自動更換彈匣的功能，有項類似《戰爭機器》的設計是，在更換過程中的某個正確時間點按下按鍵時，可以增加更換後子彈所造成的傷害，但後來決定將這項設計改為可蒐集的能量，因為他們發現玩家在不得不等待更換彈匣的那段時間所產生的緊張感對遊戲性至關重要。
在Dodge Roll和Devolver Digital簽約後，該遊戲在2014年12月的PlayStation Experience上公開發表，並在隨後發布預告片，在2015年期間，該遊戲在多個展示會或發表會上公開亮相，例如2015年的E3展上。2016年3月2日，官方宣布該遊戲將在4月5日發行。之後該遊戲也有許多免費的更新，這些更新中增加了新的武器、敵人和關卡，當中的首個更新是在2017年1月26日推出的「空降支援」（Supply Drop），該更新版中增加了一些新的槍枝、敵人和房間布局。
2017年4月5日，該遊戲（包括「空降支援」更新）在Xbox One上發布，同年12月14日，該遊戲在任天堂Switch北美地區發售，18日在歐洲地區發售。
第二個重大更新是在2018年7月19日於全平台推出的「龍與地牢進階版」（Advanced Gungeons & Draguns），此更新版為遊戲增加多種武器和敵人，目的是讓新手有更好的遊戲體驗，不過也沒有忽略掉給經驗老練的玩家一些新挑戰。
在Dodge Roll正在進行第三次重大更新時，該團隊在2018年11月取消了更新，並將精力投注在開發新遊戲上。團隊表示，每當他們在遊戲中新增了一把新的槍，就必須讓那支槍與之前所有已存在的道具效果搭配一次，這相當耗時費力。之後，他們在2019年4月發布了最後一個更新版本「永別了，武器」（A Farewell to Arms），提供新遊戲要素並修復錯誤，之後團隊改以其他形式繼續支援遊戲推展。

## 迴響
| 汇总媒体   | 得分                                           |
| ---------- | ---------------------------------------------- |
| Metacritic | PC: 83/100 PS4: 82/100 XONE: 85/100 NS: 87/100 |

| 媒体           | 得分   |
| -------------- | ------ |
| Destructoid    | 9.5/10 |
| 电子游戏月刊   | 9.0/10 |
| IGN            | 8.5/10 |
| PC Gamer美国   | 78/100 |
| Hardcore Gamer | 4.5/5  |
| The Escapist   | [ 39 ] |

《挺進地牢》的評價普遍為佳，在評分匯總網站Metacritic上，該遊戲的PC版獲得83分，PS4版獲得82分（滿分100分）。Destructoid的Jed Whitaker在滿分10分中給該遊戲9.5分，稱反覆進入該遊戲的地牢時永遠不會令人感到厭煩，但他也指出「這款遊戲勸退部分玩家的唯一原因無他，就是太難了」。《電子遊戲月刊》的Spencer Campbell給遊戲的評分是9分（滿分10分），稱該遊戲「令人難以抗拒」，不過他也表示「儘管我一直都希望這款遊戲有更簡單的難易度可選，但這款遊戲的難度實際上是他的強項」。IGN的Vince Ingenito表示，遊戲中五花八門的槍枝讓人感到愉悅，不過有些款式還是過於簡單甚至無聊，他的評價是8.5分（滿分10分）。《Hardcore Gamer》的Kyle LeClair給該遊戲4.5分（滿分5分），他強調這款遊戲「十分俏皮、動作感驚人、像素風的美術風格和魅力無所不在」，他還稱這款遊戲「無時無刻令人有爆炸性的快感，可讓人享受全神貫注的樂趣」。《The Escapist》的Joshua Vanderwall給遊戲3.5分（滿分5分），評道「這款遊戲的困難之處在於遊戲不會適時為你提供必要的道具」，並指出「在遊戲教學時的學習曲線很合理，不過經常出現一些特別難的地方，會令熟練度較差的玩家感到舉沮喪」，他也稱讚該遊戲具有「讓人振奮的體驗」。

### 銷量
《挺進地牢》在全平台上架的首週銷量超過20萬份，Steam Spy表示這些銷量的75%來自Steam，Devolver Digital的數據顯示，截至2017年1月，該遊戲在所有平台上的銷量超過80萬份，2017年7月的銷量超過100萬份，2019年3月的銷量超過200萬份，2020年1月的總銷量超過300萬份。
在任天堂Switch上，此遊戲在最初兩週的銷量超過75000份，並在2019年3月時超過百萬份銷量。

## 外傳作品
《逃出地牢》是由Dodge Roll開發，由Devolver發行的續作，最初在2019年10月發布於iOS平台，後來在2020年3月17日發布於個人電腦和任天堂Switch上，2020年11月13日發布於Xbox One和PlayStation 4。在《挺進地牢》中，玩家的遊戲目標是闖入地牢的地底深處，而《逃出地牢》則相反，是要求玩家在地牢崩塌之前逃出生天。遊戲的玩法類似《挺進地牢》，地圖是隨機生成，玩家也有大量槍枝可用，不過它是平台遊戲，而不是地牢類遊戲。

## 外部連結
- 官方网站